# Musa, la princesse du désert
Pour plus de détails, voir Fiche technique et Distribution.
Musa, la princesse du désert (무사, Musa) est un film historique sud-coréen et chinois sorti en 2001, réalisé par Kim Seong-su et mettant en vedette Zhang Ziyi.

## Synopsis
En 1375, les seigneurs Ming renversent l'empereur mongol de la dynastie Yuan qui gouverne la Chine. Un nouvel empereur s'installe à Pékin. Vaincus, les cavaliers mongols s'enfuient à travers l'Empire, après avoir enlevé une princesse Ming. Une délégation de diplomates et de soldats du royaume de Corée traverse la Chine pour sceller la paix avec le nouvel empereur mais, à peine arrivés, ils sont accusés d'être des espions et arrêtés. Alors que la délégation est conduite dans le désert, des Mongols attaquent et tuent leurs gardes avant de repartir en les laissant libres. Les deux diplomates ayant succombés, Choi-Jung, un jeune général inexpérimenté, prend la tête de la délégation. 
Les Coréens croisent peu après la route des cavaliers ayant enlevé la princesse et leur tendent une embuscade au cours de laquelle Yeo-sol, ancien esclave du chef initial de la délégation et virtuose dans le maniement de la lance, blesse le général mongol Rambulwha mais lui laisse la vie sauve. Ébloui par la beauté et l'orgueil de la princesse, Choi-Jung décide de l'escorter jusqu'à Pékin et rivalise avec Yeo-sol pour obtenir ses faveurs. Les soldats coréens, poursuivis par les Mongols et obligés de livrer des combats sanglants, font de moins en moins confiance en leur trop fougueux général et préfèrent prendre leurs ordres de Dae-Jung, un sergent vétéran. Accompagnés d'un groupe de villageois chinois, ils sont finalement contraints de trouver refuge dans une forteresse abandonnée au bord de la mer où ils se préparent à livrer un combat désespéré. Les premiers assauts sont repoussés de justesse.
La princesse, rejetée par une partie des soldats, qui la voient comme responsable de leur situation, décide de se livrer aux Mongols mais est rattrapée par Yeo-sol, qui est capturé à sa place. Yeo-sol se voit offrir un poste d'officier dans l'armée mongole mais, lors de l'offensive finale des Mongols, il retourne se battre au côté des Coréens. Alors que Rambulwha s'apprête à tuer la princesse, Yeo-sol se sacrifie à sa place. Choi-Jung et Rambulwha s’entretuent. Le seul survivant du carnage est Dae-Jung, qui repart en bateau vers la Corée, après que la princesse lui eut promis de narrer à son père le sacrifice des Coréens.

## Fiche technique
- Titre : Musa, la princesse du désert
- Titre original : 무사 (Musa)
- Réalisation : Kim Seong-su
- Scénario : Kim Seong-su
- Photographie : Kim Hyung-ku
- Montage : Kim Hyeon
- Musique : Shirō Sagisu
- Production : Cha Seoung-Jae et Xia Zhang
- Société de production : Beijing Film Studio, CJ Entertainment, China Film, Sidus Pictures et KTB Network
- Budget : 6 600 000 $ (estimation)
- Pays :  Corée du Sud /  Chine
- Langue originale : mandarin, coréen
- Format : Couleur - 35 mm - 2,35:1 - Dolby Digital
- Genre : film historique, film de guerre
- Durée : 158 minutes
- Date de sortie : 
  -  Corée du Sud : 7 septembre 2001
  -  Canada : 14 septembre 2001 (Festival international du film de Toronto)
  -  France : 28 août 2002

## Distribution
- Jung Woo-sung : Yeo-sol, esclave affranchi expert du combat à la lance
- Ju Jin-mo : Choi Jung, général impulsif et inexpérimenté
- Zhang Ziyi : Bu-yong, princesse Ming
- Ahn Sung-ki : Jin-lib, sergent vétéran, archer et porte-parole des soldats
- Yu Rongguang : Rambulwha, général mongol
- Park Jeong-hak : Ga-nam, lieutenant et conseiller de Choi-Jung
- Park Yong-woo : Ju-myeong, interprète
- Yoo Hae-jin : Du-chung, soldat coréen borgne
- Lee Du-il : Ji-san, moine bouddhiste
- Han Yeong-mok : Dan-saeng, jeune soldat

## Accueil

### Box-office
Le film a été un succès commercial en Corée du Sud où il a réalisé 2 067 100 entrées.

### Accueil critique
Il a reçu globalement de bonnes critiques. Parmi les critiques positives, Vincent Ostria, de L'Humanité, évoque « un film coréen à grand spectacle venu de nulle part qui redonne au cinéma de cape et d'épée asiatique ses lettres de noblesse » ; Thomas Baurez, de Studio, un « grand spectacle à l'état pur » ; Frédéric Pruchon, de Libération, une « sanglante épopée asiatique », « légèrement à l'eau de rose, héroïque et monumentale », « capable de rivaliser avec les grosses machines occidentales et autres films d'action » ; et Gérard Delorme, de Première, un « film d'aventure rempli de personnages attachants qui illustrent richement les thèmes classiques du cinéma héroïque ». 
Du côté des critiques négatives, Vincent Malausa, des Cahiers du cinéma, évoque « une fresque déséquilibrée, presque patraque, oscillant entre rêve boursouflé de grandeur et petit théâtre en toc » ; et Julien Sévéon, de Mad Movies, y voit « la preuve que l'assemblage de talents n'est pas forcément suffisant pour accoucher d'un film remarquable ».

### Distinctions
Le film a obtenu la médaille de bronze du prix du meilleur film asiatique au festival FanTasia 2003. Il a également remporté le prix du meilleur montage au festival du film Asia-Pacific.